# Derilambrus
Derilambrus is een geslacht van kreeftachtigen uit de klasse van de Malacostraca (hogere kreeftachtigen).

## Soort
- Derilambrus angulifrons (Latreille, 1825)